# FC St. Gallen
FC St. Gallen 1879 je švicarski nogometni klub iz St. Gallena. Natječe se u švicarskoj Superligi, u najjačem razredu švicarskog nogometa. Osnovan je 19. travnja 1879. godine te je najstariji klub u Švicarskoj. Domaće utakmice igra na stadionu Kybunpark koji može primiti 19.694 gledatelja.

## Vanjske poveznice
- Službene stranice